# 格里尼亞山

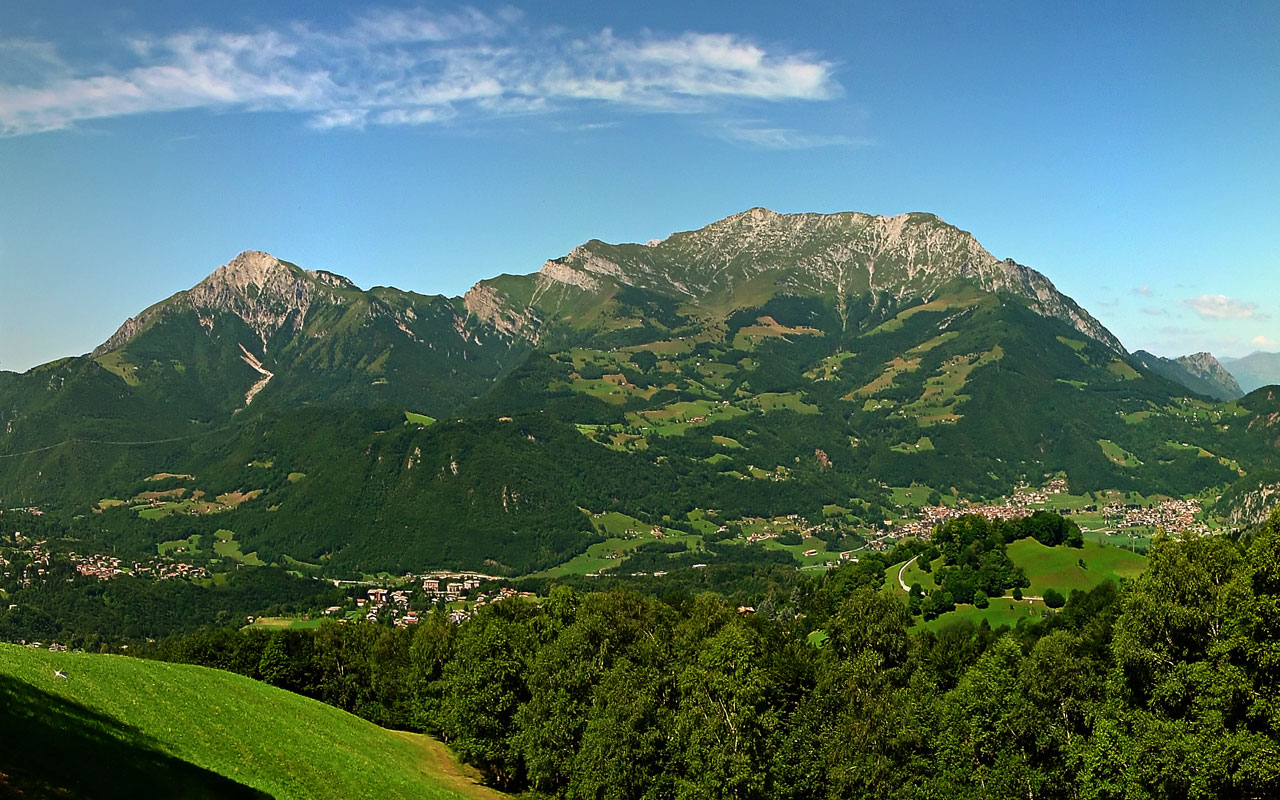

45°57′12″N 09°23′15″E / 45.95333°N 9.38750°E
格里尼亞山（義大利語：Gruppo delle Grigne），是意大利的山峰，位於該國北部，由萊科省負責管轄，屬於貝爾加莫阿爾卑斯山脈的一部分，海拔高度2,410米，山體由沉積岩組成。